# 高師秋
高 師秋（こう の もろあき、生没年不詳）は、南北朝時代の武将。高氏の一族で、将軍足利尊氏の執事として活躍した師直の従兄弟にあたる。父は高師行。兄弟に師冬、三戸師澄。室は上杉重能の妹。子に師有。

## 生涯
南北朝の動乱において、足利直義に仕えて各地を転戦した。直義と師直が対立した観応の擾乱においても師秋父子は同族である師直につかず、直義方の将として行動を共にした。なお、師直の猶子となっていた兄弟の師冬は関東において直義方の上杉氏に敗れて自害している。
暦応元年/延元3年(1338年)に伊勢国守護となり、しばしば南朝方と戦い、神山城を落城させる。
正平6年/観応2年（1351年）、兄の尊氏とも対立した直義が北陸方面に逃れたとき、師秋はこれに同行したとされるが、その後の動向は不明。子の師有が観応の擾乱終結後に鎌倉公方の足利基氏に仕えていることから、師秋も赦されたものと思われる。
師秋が同族の師直らに与さなかった原因として、師秋が直義配下の武将であったこと、妻の兄である上杉重能が師直に暗殺されていることの他、高氏の嫡流の座を師直・師泰兄弟に奪われた（一説によると、師秋の父師行は師直らの父である師重より年長）ことによる確執があったためとされる。

## 足利家の置文と師秋
室町時代前期の武将今川貞世（了俊）が著した「難太平記」には、以下のような内容の記述が存在する。
鎌倉時代後期、足利家の当主家時（尊氏・直義の祖父）は有力御家人の抗争に巻き込まれ、不慮の死を遂げた。家時は臨終の際、八幡大菩薩に「自分の三代後の子孫に天下を取らせよ」と祈願し置文を残した。この置文は家時の執事であった高師氏が預かり、南北朝期には師氏の孫にあたる師秋の手に渡っていた。後に師秋はこの願文を直義に見せ、感嘆した直義は願文を自筆で複写しそれを師秋に預け、預かった原文は自分の下に留め置いた。
これらの書状は見つかっていないため家時が遺した願文と師秋が所持していた書状が同一のものかは定かではないが、この話が事実ならば、師秋は足利家に伝わる書状の管理を任されるほど足利家中において重要な位置にいた人物であったことが窺える。

## その他
師秋の愛人であったお才の局という女性を巡って、細川家の部将・飽浦信胤と確執を起こしたエピソードが知られる。